# Xavier Quinquillà Durich
Xavier Quinquillà Durich   (Lleida, 1969) és un músic, docent i gestor cultural català. Va ser diputat al Parlament de Catalunya en la XII legislatura.

## Trajectòria
Va cursar estudis superiors de música al Conservatori Superior de Música del Liceu, al Conservatori de Madrid i Conservatori Municipal de Música de Barcelona. També té un postgrau en Gestió Cultural per la Universitat Oberta de Catalunya.
Va ser director de l'escola de l'Orfeó Lleidatà el 1999, i el 2008 fou nomenat director general de la Fundació Orfeó Lleidatà fins al 2018, quan fou elegit diputat al Parlament de Catalunya. El juliol de 2021 fou nomenat, director general d’Impacte Territorial i Social del Coneixement del Departament de Recerca i Universitats del Govern de la Generalitat de Catalunya fins al 2022.